# Bulurejo (Gading Rejo)
Bulurejo is een bestuurslaag in het regentschap Pringsewu van de provincie Lampung, Indonesië. Bulurejo telt 2821 inwoners (volkstelling 2010).